# 闲闲老人滏水文集
《闲闲老人滏水文集》或簡稱《滏水文集》，中国别集名称。由金朝人赵秉文编写，其書名「閒閒老人」是趙秉文晚年的號。一共二十卷，其中诗九卷，文十一卷。現存兩個版本，一個為《畿輔叢書》本，另一個為《四部叢刊》影汲古閣抄本。